# Chiesa dei Santi Quirico e Giulitta (Firenze)
La chiesa dei Santi Quirico e Giulitta è un luogo di culto cattolico che si trova all'interno di un piccolissimo borgo (che oggi è anche un centro sportivo) su una collina a sud ovest di Firenze, in via San Quirichino, contrada di via delle Bagnese (la strada che collega il Galluzzo a Scandicci).

## Storia e descrizione
La chiesa fu dedicata a San Quirico martire ed alla madre Giulitta anch'essa martire delle persecuzioni romane ad Antiochia.
Documentata sin dal XIII secolo, fu sotto il patronato degli Altoviti, dei Rossi, dei Covoni e dei Girolami, la famiglia del vescovo San Zanobi. Nel XIV secolo fu "cappella" della pieve di Giogoli.
Minuscola e con bel portale timpanato, conserva tracce della sua antichità ed opere d'arte di pregio come un ciborio del '400 e nel coro un affresco raffigurante la Madonna col Bambino, san Quirico e santa Giulitta, san Bartolomeo ed i santi Zanobi e Giovanni Battista firmata da Francesco Mati e datata (in un'iscrizione oggi non più leggibile) 1598. Soppressa come parrocchia, è stata unita a quella di Santa Maria a Marignolle.
Fino al 1921 la chiesa era raggiungibile grazie a una fermata della tranvia Firenze-Signa, inaugurata nel 1881 e prolungata nel 1895 fino a Porto di Mezzo, costituendo uno dei principali collegamenti con l'area occidentale della città.